# Natalla Arsienniewa

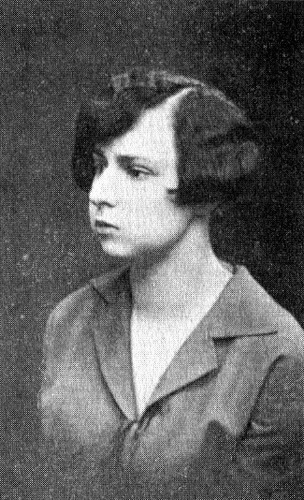
Natalla Arsieńniewa

Natalla Arsieńniewa (biał. Натальля Арсеньнева, po zamęściu: Kuszal, biał. Кушаль; ur. 20 września 1903 w Baku, zm. 25 lipca 1997 w Rochester) – białoruska poetka, dramaturg i tłumaczka, emigracyjna działaczka kulturalno-oświatowa. Autorka pieśni religijnej Mahutny Boża.

## Życiorys
Podczas I wojny światowej rodzina Arsienniewów przebywała w Jarosławiu, gdzie młoda Natalla napisała po rosyjsku pierwszy wiersz.
W 1920 r. przybyła do Wilna. Ukończyła tam gimnazjum białoruskie. Następnie ukończyła studia na wydziale humanistycznym miejscowego uniwersytetu. W 1922 r. wyszła za mąż za Franciszka Kuszala, oficera Wojska Polskiego białoruskiego pochodzenia, którego skierowano do służby wojskowej w Chełmnie.
Po zajęciu Polski przez wojska niemieckie jesienią 1939 r. mieszkała w Wilejce. W kwietniu 1940 r. została deportowana do Kazachstanu, gdzie pracowała w kołchozie. W maju 1941 r., dzięki interwencji Związku Pisarzy Białoruskiej Radzieckiej Republiki Socjalistycznej, przyjechała do Mińska.
Latem 1944 r. wraz z wojskami niemieckimi ewakuowała się do Niemiec. Po zakończeniu wojny przebywała w obozach dla uchodźców cywilnych, zajmując się działalnością kulturalno-oświatową wśród Białorusinów. Została nauczycielką w gimnazjum białoruskim im. Janka Kupały. W 1949 r. wyemigrowała do Stanów Zjednoczonych. Współpracowała z czasopismem Biełarus, Radiem Wolna Europa. Następnie znalazła pracę w Białoruskim Instytucie Nauki i Sztuki w Nowym Jorku.
Tworzyła w języku białoruskim, głównie lirykę miłosną i pejzażową: „Pad sinim niebam” (1927), „Miż bieraham” (1979). Przełożyła na język białoruski utwory Goethego i Mickiewicza. Napisała też kilka librett operowych.